# Borough of Belmar
Borough of Belmar ist ein Ort im Monmouth County von New Jersey in den Vereinigten Staaten. Am 9. April 1885 war Ocean Beach Borough nach einer Volksabstimmung aus Teilen von Wall Township gegründet worden. Später wurde daraus kurzzeitig Stadtbezirk Elcho, der am 14. Mai 1889 in Stadtbezirk Belmar umgewandelt wurde. Am 20. November 1890 erhielt die Stadt ihren jetzigen Namen, der aus dem Italienischen stammt und „schönes Meer“ bedeutet.

## Bevölkerung
Im April 2010 wohnten 5794 Personen in Borough Belmar, zehn Jahre später waren es 5907. Am 1. Juli 2024 waren es mit 5846 etwas weniger. Davon waren 43,4 % weiblich.

## Belmar Beach
Hier gibt es regelmäßig Attraktionen für Touristen und Stadtbewohner. Dazu gehören Filmvorführungen, Feuerwerk und Lightshows sowie Sandcastle Contests. Von 1991 bis 2012 fanden hier bis einschließlich 2005 jährlich und anschließend noch zweimal Männerwettbewerbe der AVP Tour statt. 2012 gab es ein letztes Event, das inzwischen zur Pro Beach Volleyball Serie gehörte.
Die Medaillengewinner und Halbfinalisten:
| Jahr               | Gold                              | Silver                             | Bronze                        | 4.                                    |
| ------------------ | --------------------------------- | ---------------------------------- | ----------------------------- | ------------------------------------- |
| 1991               | Karch Kiraly / Kent Steffes       | Adam Johnson / Pat Powers          | Brent Frohoff / Tim Hovland   | Al Janc / Tim Walmer                  |
| 1992               | Karch Kiraly / Kent Steffes       | Tim Hovland / Brian Lewis          | Pat Powers / Mike Dodd        | Sinjin Smith / Randy Stoklos          |
| 1993               | Karch Kiraly / Kent Steffes       | Mike Dodd / Mike Whitmarsh         | Brian Lewis / Randy Stoklos   | Troy Tanner / Eric Wurts              |
| 1994               | Adam Johnson / Randy Stoklos      | Mike Dodd / Mike Whitmarsh         | Brent Frohoff / Ricci Luyties | Leif Hanson / Tim Hovland             |
| 1995               | Bill Boullianne / Brian Lewis     | Leif Hanson / Chris Young          | Troy Tanner / Wes Welch       | Mark Kerins / Andrew Smith            |
| 1996               | Karch Kiraly / Kent Steffes       | Scott Ayakatubby / Brian Lewis     | Rob Heidger / Troy Tanner     | Bill Boullianne / Eric Fonoimoana     |
| 1997               | Canyon Ceman / Mike Whitmarsh     | Adam Johnson / Karch Kiraly        | José Loiola / Kent Steffes    | Dain Blanton / Eric Fonoimoana        |
| 1998 *             | Kent Steffes / Mike Whitmarsh     | Adam Johnson / Karch Kiraly        | Brian Lewis / David Swatik    | 3. Dax Holdren / Todd Rogers          |
| 1999 *             | David Swatik / Mike Whitmarsh     | Canyon Ceman / Brian Lewis         | Dax Holdren / Todd Rogers     | 3. Adam Johnson / Karch Kiraly        |
| 2000               | Canyon Ceman / Mike Whitmarsh     | Nick Hannemann / Adam Jewell       | Brent Doble / Stein Metzger   | Anjinho Bacil / Fred Souza            |
| 2001               | Brent Doble / Lee LeGrande        | Albert Hannemann / Sean Scott      | Canyon Ceman / Mike Whitmarsh | Scott Ayakatubby / Anjinho Bacil      |
| 2002 *             | Canyon Ceman / Mike Whitmarsh     | Eric Fonoimoana / Dax Holdren      | Brent Doble / Karch Kiraly    | 3. Stein Metzger / Kevin Wong         |
| 2003 *             | Sean Rosenthal / Larry Witt       | Matt Fuerbringer / Casey Jennings  | Brent Doble / Karch Kiraly    | 3. Jason Ring / Scott Wong            |
| 2004 *             | Matt Fuerbringer / Casey Jennings | Jake Gibb / Adam Jewell            | Sean Rosenthal / Larry Witt   | 3. Karch Kiraly / Mike Lambert        |
| 2005 *             | Jake Gibb / Stein Metzger         | Matt Fuerbringer / Casey Jennings  | Sean Rosenthal / Larry Witt   | 3. Dain Blanton / Kevin Wong          |
| 2008 *             | Matt Olson / Kevin Wong           | Nick Lucena / Sean Scott           | Anthony Medel / Fred Souza    | 3. John Hyden / Brad Keenan           |
| 2010 *             | Phil Dalhausser / Todd Rogers     | John Hyden / Sean Scott            | Casey Patterson / Kevin Wong  | 3. Bill Strickland / Aaron Wachtfogel |
| 2012 * (Pro Beach) | Ryan Doherty / Casey Patterson    | Adrian Carambula / Steve Grotowski | Ryan Mariano / Ed Ratledge    | 3. Matt Olson / Matt Prosser          |

In einigen dieser Jahre fanden auch parallel Veranstaltungen für Frauen statt.
| Jahr               | Gold                                | Silver                              | Bronze                             | 4.                                     |
| ------------------ | ----------------------------------- | ----------------------------------- | ---------------------------------- | -------------------------------------- |
| 1993               | Cammy Ciarelli / Holly McPeak       | Linda Chisholm / Jackie Silva       | Nancy Reno / Angela Rock           | Rita Crockett / Linda Hanley           |
| 1994               | Sandra Pires / Jackie Silva         | Nancy Reno / Angela Rock            | Pat Keller / Valinda Hilleary      | Cammy Ciarelli / Holly McPeak          |
| 2002 *             | Holly McPeak / Elaine Youngs        | Annett Davis / Jenny Johnson Jordan | Carrie Dodd / Leanne McSorley      | 3. Nancy Reynolds / Rachel Wacholder   |
| 2003 *             | Misty May-Treanor / Kerri Walsh     | Holly McPeak / Elaine Youngs        | Carrie Dodd / Leanne McSorley      | 3. Dianne DeNecochea / Nancy Reynolds  |
| 2004 *             | Holly McPeak / Elaine Youngs        | Jennifer Meredith / Kerri Walsh     | Barbra Fontana / Jennifer Kessy    | 3. Annett Davis / Jenny Johnson Jordan |
| 2005 *             | Misty May-Treanor / Kerri Walsh     | Rachel Wacholder / Elaine Youngs    | Mimi Amaral / Nancy Reynolds       | 3. Jennifer Kessy / Holly McPeak       |
| 2008 *             | Annett Davis / Jenny Johnson Jordan | Carrie Dodd / Tatiana Minello       | Katie Lindquist / Tracy Lindquist  | 3. Dianne DeNecochea / Barbra Fontana  |
| 2010 *             | Jennifer Kessy / April Ross         | Rachel Scott / Elaine Youngs        | Nicole Branagh / Misty May-Treanor | 3. Angie Akers / Tyra Turner           |
| 2012 * (Pro Beach) | Jenny Kropp / Whitney Pavlik        | Kristen Batt-Rohr / Raquel Ferreira | Lauren Fendrick / Brooke Niles     | 3. Jennifer Fopma / Brooke Sweat       |

- In diesen Jahren wurde der dritte Platz nicht ausgespielt, daher gab es zwei Duos auf dem dritten Rang.

## Persönlichkeiten
- Tom McGowan (* 1959), Schauspieler
- David Sancious (* 1953), Musiker